# Babymetal (musikalbum)
Babymetal är ett musikalbum från den japanska Kawaii metalgruppen med samma namn. Albumet släpptes 26 februari 2014, och är bandets debutalbum.
Albumet hamnade i april samma år på Itunes japanska topp 10-lista över rock, och lyckades även placera sig på Billboard 200-listan.

## Låtlista
| 1.  | Babymetal Death     |                                                  |                                                  | 5:48 |
| 2.  | Megitsune           | MK-Metal, NORiMETAL                              | NORiMETAL                                        | 4:08 |
| 3.  | Gimme Chocolate!!   | MK-Metal, KxBxMetal                              | Takeshi Ueda                                     | 3:52 |
| 4.  | Iine!               | Nakata Chaos (中田カオス)                        | Mish-Mosh                                        | 4:11 |
| 5.  | Akatsuki            | Nakametal, Tsubometal                            | Tsubometal                                       | 5:27 |
| 6.  | Doki Doki ☆ Morning | Nakametal                                        | Norizo, Murakawa Motonari (のりぞー, 村カワ基成) | 3:46 |
| 7.  | Onedari Daisakusen  | Nakata Chaos (中田カオス), Ryu-Metal, Fuji-Metal | Team K                                           | 3:17 |
| 8.  | Song 4              | Black Babymetal[A]                               | Black Babymetal                                  | 4:04 |
| 9.  | Uki Uki ★ Midnight  | Nakata Chaos (中田カオス), Ryu-Metal, Fuji-Metal | Team K                                           | 3:19 |
| 10. | Catch Me If You Can | Edometal                                         | Narasaki                                         | 3:57 |
| 11. | Rondo of Nightmare  | Yuyoyuppe                                        | Yuyoyuppe                                        | 3:36 |
| 12. | Head Bangya!!       | Edometal                                         | Narasaki                                         | 4:02 |
| 13. | Ijime Dame Zettai   | Nakametal, Tsubometal                            | KxBxMetal, Tsubometal, Takemetal                 | 6:06 |

A. ^ Black Babymetal är namnet på duon Yuimetal och Moametal, utan Su-metal.